# Bibliographie sur la Bretagne avant l'an mil
Cette bibliographie recense des ouvrages concernant la Bretagne avant l'an mil.

## Écrits anciens
- César, De Bello Gallico. La Guerre des Gaules.
- Tacite, De Agricola. Vie d'Agricola, conquérant romain de la Bretagne insulaire.
- Gildas le Sage, De Excidio Britanniae. Décadence de la Bretagne, texte et traduction par Christiane M. J. Kerboul-Vilhon. 1996 Éditions du Pontic. Sautron.
- Gildas le Sage, Vies et œuvres, traductions par Christiane M. J. Kerboul-Vilhon. 1997 Éditions du Pontic. Sautron. Importante préface de Gwenael Le Duc, professeur à l'Université de Haute Bretagne, sur le personnage et son œuvre.
- Nennius, Historia Brittonum (Histoire des Bretons), traduction de Christiane M. J. Kerboul-Vilhon, Éditions du Pontig, Sautron, 1999.

## Vies de saints
- La vie de Saint Cunual, Hor Yezh, Collection hagiographie bretonne, Sent kozh hor bro. Traduction de Anne Certenais, Bernard Merdrignac, Hervé Le Bihan.
- La vie de Saint Méen, Hor Yezh, Collection hagiographie bretonne, Sent kozh hor bro. Traduction de Christophe Poulain, Bernard Merdrignac, Hervé Le Bihan, 1999.
- La vie de Saint Koneri, Hor Yezh, Collection hagiographie bretonne, Sent kozh hor bro.

## Ouvrages modernes
- Gildas Bernier, Les chrétientés celtiques continentales, Rennes, 1982.
- Jean-Christophe Cassard, La Bretagne des Premiers Siècles - Le Haut Moyen Âge, Les Universels Gisserot.
- Jean-Christophe Cassard, Les Bretons de Nominoë, Brasparts 1990.
- Nora Kershaw Chadwick, The colonization of Brittany from Celtic Britain, 1965. Édité par Armeline en 1999.
- André Chédeville, Hubert Guillotel, La Bretagne des saints et des rois, Ve – Xe siècles, Ouest-France, Rennes 1984.
- Myles Dillon,Nora Kershaw Chadwick,Les Royaumes Celtiques, 1967. Édité par Arthème Fayard en 1974, puis Marabout en 1979. Réédité en 1999 par Armeline, Crozon 2001,  (ISBN 2-910878-13-9), édition mise à jour et augmentée d'un chapitre additionnel de Christian-J. Guyonvarc'h et Françoise Le Roux.
- Léon Fleuriot, Les Origines de la Bretagne : l'émigration, Paris, Payot, coll. « Bibliothèque historique » (no 34), 1988 (1re éd. 1980), 353 p. (ISBN 2-228-12711-6, présentation en ligne), [présentation en ligne], [présentation en ligne].
- Pierre-Roland Giot, G. Bernier, Léon Fleuriot, Les Premiers Bretons - La Bretagne du Ve siècle à l'an mil, Éditions Jos, 1985.
- Kenneth Jackson, Language and history in Early Britain, Édimbourg, 1953.
- Joseph Loth, L'Émigration Bretonne en Armorique, 1863.
- Bernard Merdrignac, Les Vies de saints bretons durant le haut Moyen Âge, Ouest-France Université, Rennes, 1993.
- Bernard Merdrignac, (en coll. avec P.-R. Giot et Ph. Guigon), The British Settlement in Armorica, The first Bretons in Armorica, Tempus, Stroud, 2003. [version française] Les premiers Bretons d’Armorique, coll. « Archéologie et culture », PUR, Rennes, 2003.
- Joseph Rio, Mythes fondateurs de la Bretagne, Éditions Ouest-France, 2000.